# Кошкупыр
Кошкупы́р (узб. Qo‘shko‘pir / Қўшкўпир) — посёлок городского типа в Узбекистане, Хорезмская область. Административный центр Кошкупырского района.

## География
Посёлок расположен на канале Газават, в 27 км от железнодорожной станции Ургенч. Население по состоянию на 2017 — 42,8 тыс. чел.

## История
Архитектурный комплекс XVI в. Иморат-бобо. Город с 1983 года, с 1992 — посёлок городского типа.